# Nāḩiyat Markaz al Quţayfah
Nāḩiyat Markaz al Quţayfah (arabiska: ناحية مركز القطيفة) är ett subdistrikt i Syrien.   Det ligger i provinsen Rif Dimashq, i den sydvästra delen av landet, 40 km nordost om huvudstaden Damaskus.
Trakten runt Nāḩiyat Markaz al Quţayfah är ofruktbar med lite eller ingen växtlighet. Runt Nāḩiyat Markaz al Quţayfah är det ganska tätbefolkat, med 75 invånare per kvadratkilometer.